# کارینو
کارینو (به اسپانیایی: Cariño) یک دهستان اسپانیا است که در Ortegal واقع شده‌است.

## خصوصیات
کارینو ۴۷٫۱۹ کیلومترمربع مساحت و ۴٬۵۹۰ نفر جمعیت دارد و ۶۱۳ متر بالاتر از سطح دریا واقع شده‌است.